# Caloocan
Caloocan (en tagalog, Lungsod ng Kalookan ; en anglais City of Caloocan) est une des villes du Grand Manille, aux Philippines. C'est par le nombre d'habitants la troisième ville des Philippines.

## Histoire
Le 10 février 1899, au début de la Guerre américano-philippine, elle a été prise par les troupes du brigadier général Arthur MacArthur Jr - père du futur général Douglas MacArthur - lors de la bataille de Caloocan.
Le 1er janvier 2011, le conseiller municipal Reynaldo Dagsa (1975 – 2011), membre du comité de quartier Barangay Peacekeeping Action Team  veillant à l'ordre public et la paix, est assassiné à Caloocan, alors qu'il prend une photo de sa famille, et du tireur ,,. Arrêté peu après, le tireur, Arnel Buenaflor, voulait se venger du conseiller municipal qui avait ordonné son arrestation à cause d'un vol de voiture .
Le 16 août 2017, Kian delos Santos, étudiant de 17 ans résidant à Caloocan, a été tué à Caloocan par des policiers dans la guerre contre la drogue  du président Rodrigo Duterte (2016-2022) . Trois policiers ont été condamnés à 40 ans d'emprisonnement . Ils ont d'abord prétendu que le jeune Kian avait résisté à son arrestation, ce que dément la vidéo d'une caméra de surveillance (CCTV) rendue publique. La Cour (Regional Trial Court) rappelle que la police ne peut faire usage de la force si leur but peut être atteint autrement: Le slogan "Tirez d'abord, pensez après" est inadmissible dans une société civilisée .

## Géographie
La ville de Caloocan est divisée en deux zones distinctes. Caloocan-Sud se trouve directement au nord de Manille et est délimitée par Malabon et Valenzuela au nord et à l'ouest, Navotas à l'ouest, et la ville de Quezon, à l'est. Caloocan-Nord est le territoire le plus au nord de Manille. Il se trouve à l'est de Valenzuela, au nord de la ville de Quezon, et au sud de San Jose del Monte, Meycauayan et Marilao dans la province de Bulacan. La partie nord de Caloocan est beaucoup plus grande que sa moitié sud.

## Démographie
| 1903  | 1918   | 1939   | 1948   | 1960    | 1970    | 1975    |
| ----- | ------ | ------ | ------ | ------- | ------- | ------- |
| 7 847 | 19 551 | 38 320 | 58 208 | 145 523 | 274 453 | 397 201 |

| 1980    | 1990    | 1995      | 2000      | 2007      | 2010      | 2015      |
| ------- | ------- | --------- | --------- | --------- | --------- | --------- |
| 467 816 | 763 415 | 1 023 159 | 1 177 604 | 1 378 856 | 1 489 040 | 1 583 978 |

| 2020      | - | - | - | - | - | - |
| --------- | - | - | - | - | - | - |
| 1 661 584 | - | - | - | - | - | - |

En 2010, la ville a une population de 1 489 040 personnes ce qui en fait la troisième plus grande ville des Philippines en termes de population. En 2020, on compte 1 661 584 habitants (Recensement de 2020) .
La plupart des habitants parlent le philippin et l'anglais, même si un nombre considérable d'autres langues et dialectes sont également utilisés.
Comme dans la majeure partie du pays, le catholicisme romain est la religion prédominante dans la ville, qui est le siège du Diocèse de Caloocan, dont l'évêque Pablo Virgilio David - choisi comme président de la Conférence des évêques des Philippines et créé cardinal en 2024 - est connu pour ses prises de position contre les exécutions extra-judicaires de délinquants ou suspects de trafic de drogues, et les bavures commises par certains policiers de la Police nationale comme la mort du jeune Kian delos Santos en 2017 ou celle du jeune Jerhode "Jemboy" Baltazar à Navotas en août 2023 .
Il y a des adhérents à l' Iglesia ni Cristo et à d'autres églises protestantes, et un temple taoïste.

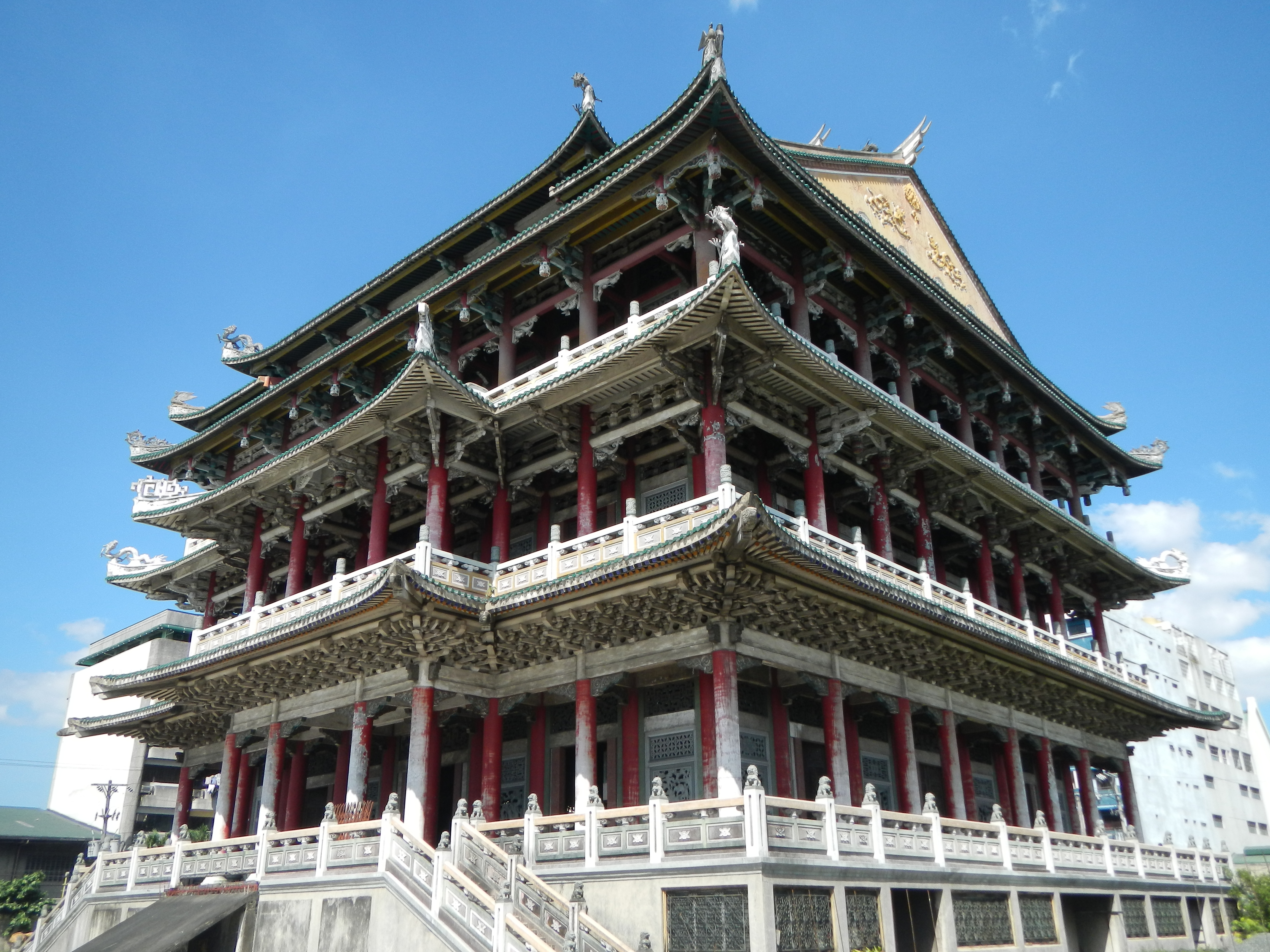
Un temple taoïste construit par la communauté chinoise
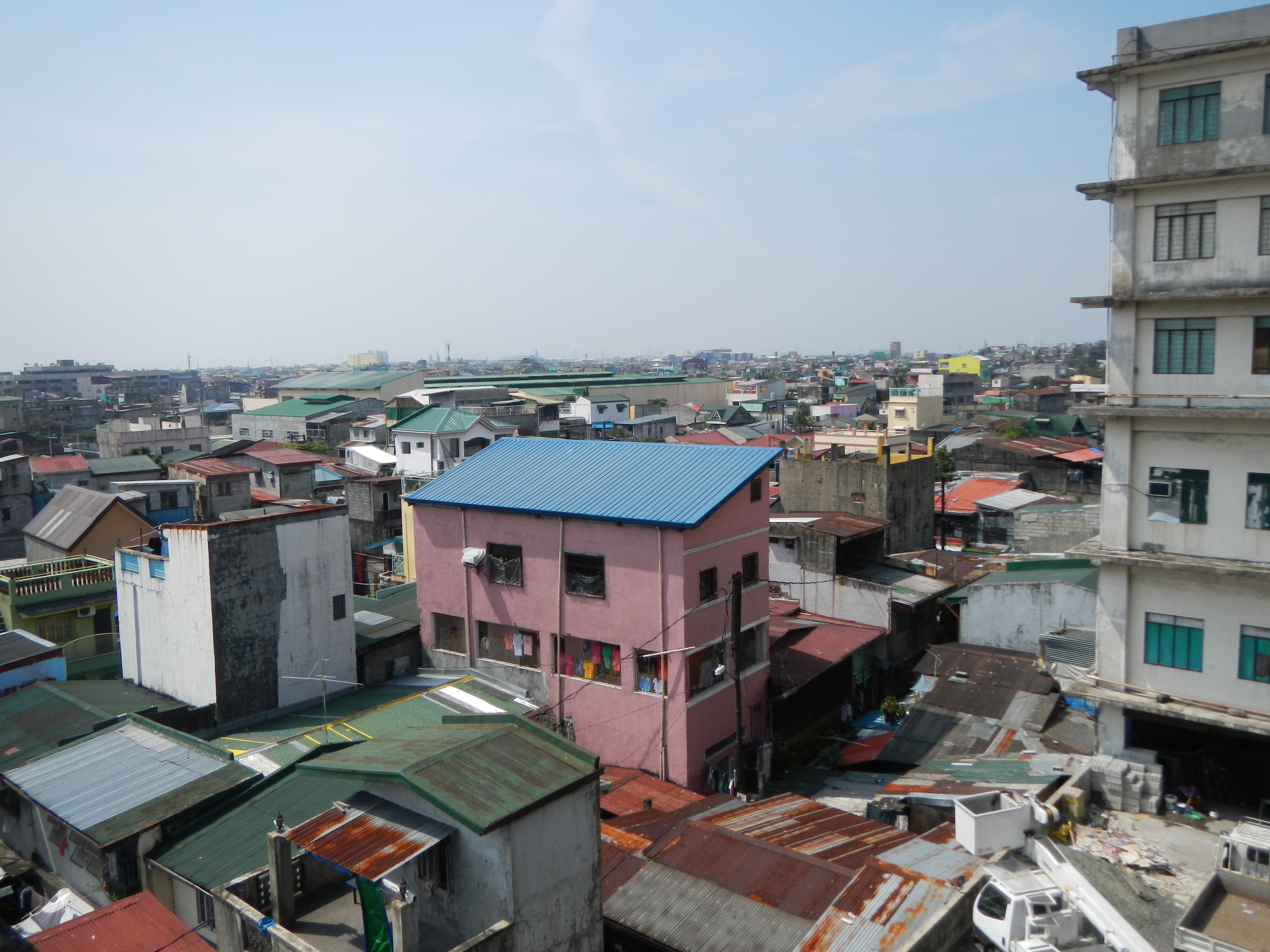
Vue sur la cité
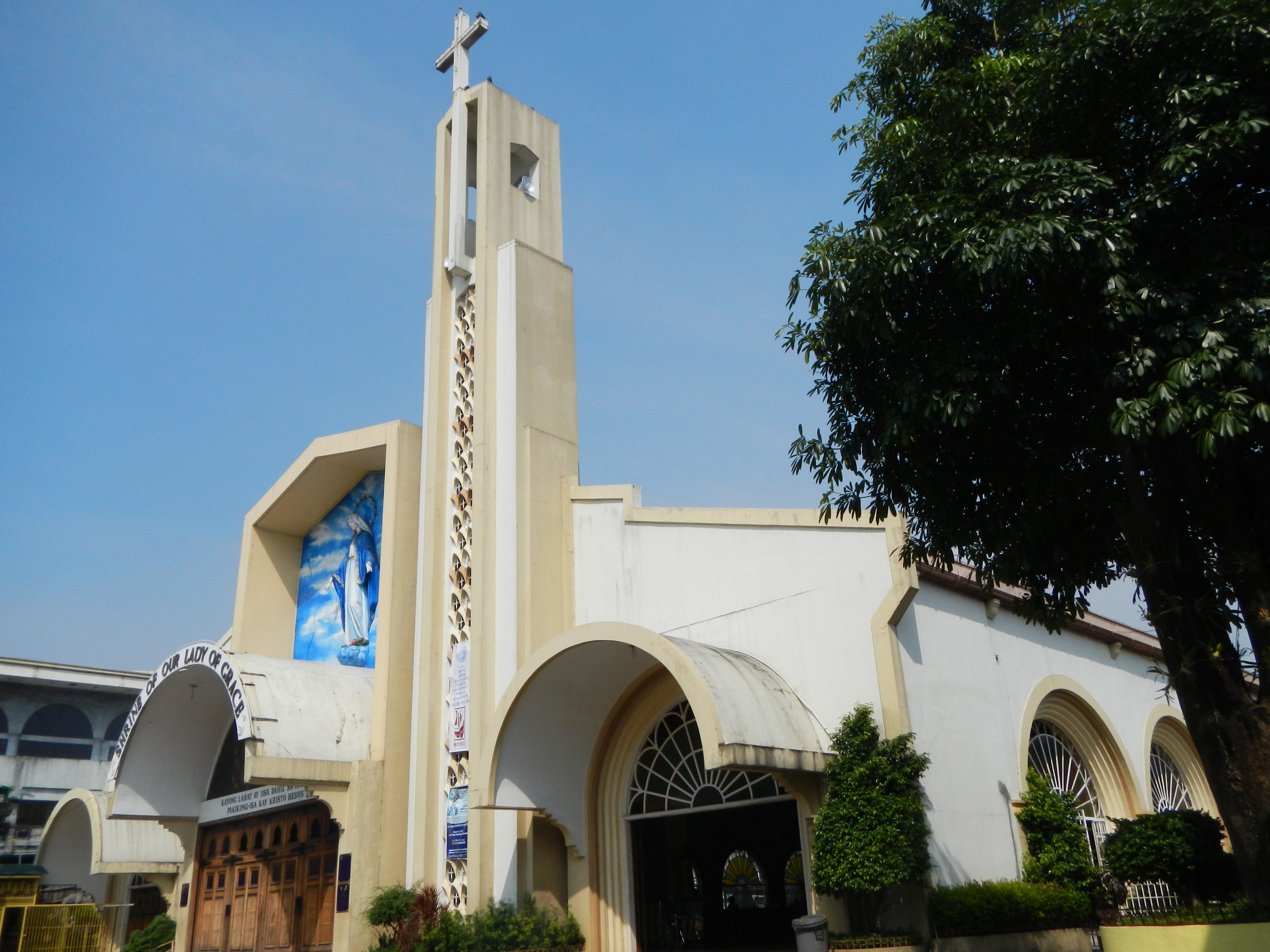
Notre-Dame de Grâce, église catholique
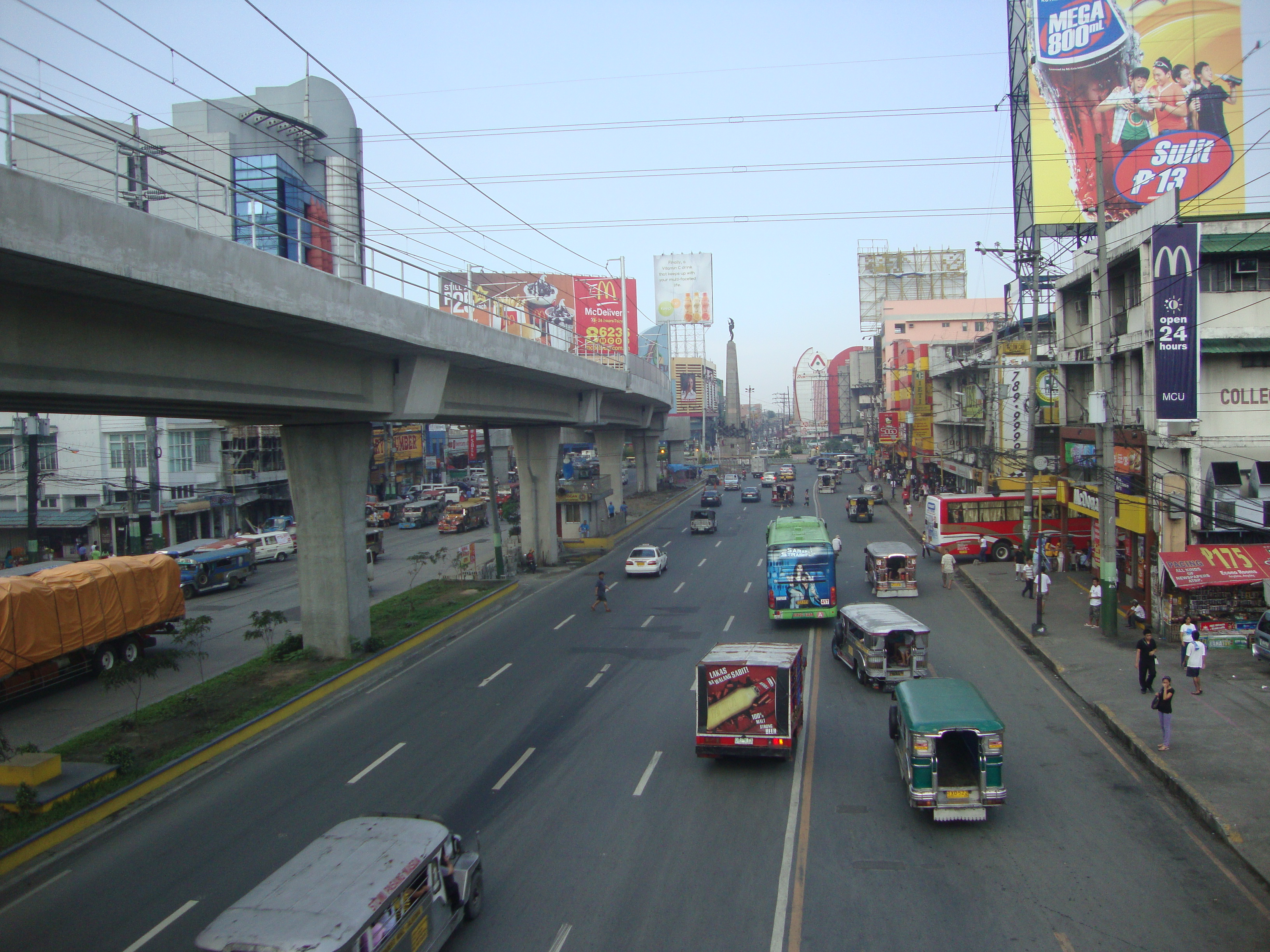
Une artère de la ville

## Personnalités
- Melchora Aquino (1812-1919), une des personnalités féminines philippines, née et morte à Caloocan, incarnant la lutte pour l'indépendance des Philippines.
- Andrés Bonifacio (30 novembre 1863 - 10 mai 1897) est un homme d'État, l'un des chefs de la révolution philippine contre le gouvernement colonial espagnol, première de son genre en Asie contre un gouvernement colonial européen. Le Monument Bonifacio se trouve à Caloocan, et est reproduit sur le sceau de la ville [20].
- Gregoria de Jesús (1875-1943), née à Caloocan, femme politique indépendantiste, vice-présidente du Katipunan.
- Toribio Teodoro (Caloocan, 1887 - Francfort, 1965) homme d'affaires philippin. Parti de rien, il dirige en 1930 une des quatre grandes entreprises du pays [21].
- Joe P. Dizon (Caloocan, 29 septembre 1948 – Quezon City, 4 novembre 2013), prêtre catholique et activiste [22].